# リーフ出版
株式会社リーフ（LEAF Inc.）は、かつて存在した出版社。一般には「リーフ出版」の通称が用いられていた。

## 概要
1990年代の同人誌を端に発したやおい・ボーイズラブのブームに乗って規模を拡大した出版社の1つで、これら分野においては老舗として知られ、キメの細かい読者サービスなどもファンから支持を得ていた。創業以来、ボーイズラブ系のリーフノベルズを中心に刊行していたが2000年にハーヴェストノベルズのレーベル名でアダルトゲームのノベライズ作品刊行を開始したが、翌2001年に編集スタッフが独立しハーヴェスト出版を設立。レーベルもそのままハーヴェスト出版へ移行している。
2006年には新書レーベル・ZIGZAG NOVELSを立ち上げてライトノベルに参入。しかし、主力のボーイズラブ系作品に他社が相次いで参入したことで勢いが衰え、2007年4月5日を以て株式会社リーフとグループ企業の有限会社雄飛が共に業務停止。4月9日午前11時、東京地方裁判所が破産手続き開始を決定し、経営破綻した。
リーフ出版の営業機能を請け負っていた星雲社は、リーフ出版経営破綻後も引き続き在庫の管理・販売を行うことを明言している。そのため、星雲社に在庫さえ残っていれば、現在でもリーフノベルズ・ZIGZAG NOVELSなどを新刊書店で入手することは可能である（雄飛は自社で営業活動を行っていたためこの限りではない）。また、ドラマCD等のリーフ出版が保有していた音源に関する権利は同人ショップ・らしんばんに継承された。

### アクアプラスとの混同事故
リーフ出版・（（男性向け）アダルトゲームのブランド「リーフ」（Leaf）を擁する）アクアプラスの両社ともコミックマーケットにおいて企業ブースを出展しているが、リーフ出版が初めて出展した1999年8月の第56回コミックマーケットカタログにおいて、リーフ出版のブース「リーフ♥ファンクラブ」のカットにLeaf（アクアプラス）のファンクラブのURLが掲載されるミスがあり、Leaf（アクアプラス）の「Leaf・オフィシャルファンクラブ」のページからリーフ出版側へ誘導のためのリンクが張られていたことがあった。なお、カタログの並びではリーフ♥ファンクラブの真上がLeaf（アクアプラス）のカットであった。
その後、両社ではリーフ出版側が「LEAF」と全て大文字、アクアプラス側が「Leaf」とL以外を小文字で表記することにより誤認を回避していた。